# Gavin Simonds, 1. Viscount Simonds
Gavin Turnbull Simonds, 1. Viscount Simonds, KC, PC (* 28. November 1881 in Reading; † 28. Juni 1971) war ein britischer Jurist, Politiker und Lordkanzler von Großbritannien.

## Leben und Karriere
Er wurde als einer von drei Söhnen des Braumeisters Louis de Luze Simonds und dessen Frau Mary Elizabeth Turnbull geboren. Seine Schulbildung erhielt er am Winchester College, bevor er das Studium der Klassischen Altertumswissenschaften am New College der Universität Oxford aufnahm. Dieses schloss er 1904 mit einem Bachelor of Arts ab und wurde 1906 als Barrister am Lincoln’s Inn zugelassen.
Am 15. April 1924 ernannte ihn Edward VIII. zum Kronanwalt. Im Jahr 1937 wurde er zum Richter am High Court of Justice ernannt und wenige Tage später zum Ritter (Knight Bachelor) geschlagen. 1943 kehrte er an seine Alma Mater zurück schloss ein berufsbegleitendes Aufbaustudium mit dem Magister Artium ab. Im folgenden Jahr wurde er zum Lordrichter ernannt, Mitglied des Privy Council und als Baron Simonds of Sparsholt in the County of Southampton zum Life Peer erhoben. Diese Stellung hatte er bis 1951 inne. Dann übernahm er auf Wunsch von Winston Churchill das Amt des Lordkanzlers. 1952 wurde ihm per Letters Patent der erbliche Titel Baron Simonds, of Sparsholt in the County of Southampton verliehen. Mit der Verleihung eines weiteren erblichen Titels Viscount Simonds, of Sparsholt in the County of Southampton nahm er 1954 wieder die Tätigkeit als Lordrichter auf. Mit 81 Jahren ging er 1962 in den Ruhestand. Neben seiner Tätigkeit als Richter war Simonds auch High Steward der Stadt Winchester und engagierte sich als Lord Steward der Universität Oxford ehrenamtlich.

## Ehe und Nachkommen
Am 28. März 1912 heiratete er Mary Hope Mellor, mit der er zwei Söhne hatte, die jedoch beide kinderlos vor ihm verstarben. Entsprechend erloschen seine erblichen Adelstitel, als er 1971 ohne lebende Nachkommen verstarb.